# Félix Kir

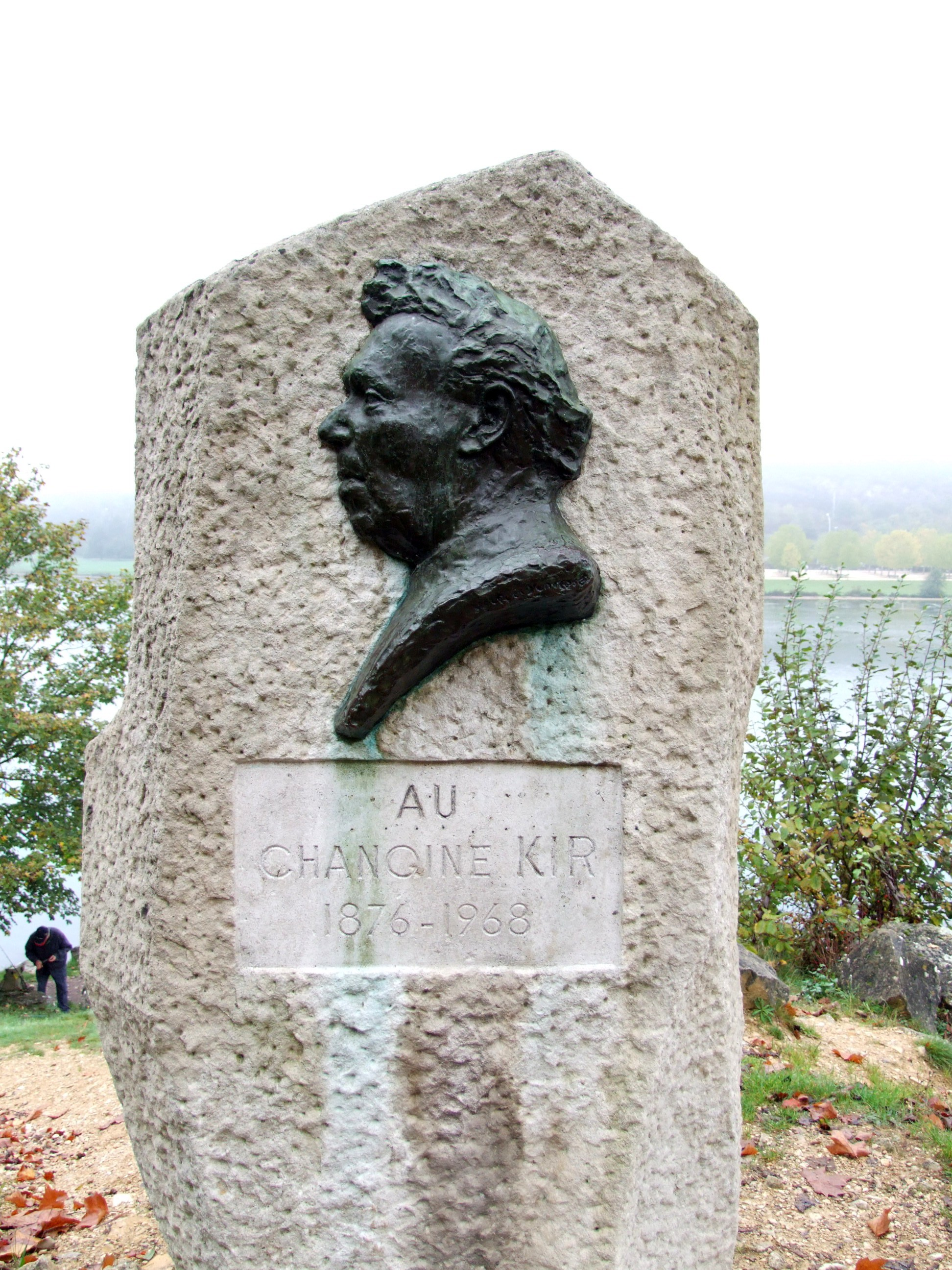
Monument met buste van kanunnik Kir bij het Kirmeer in Dijon

Felix Adrien Kir (Alise-Sainte-Reine in de Côte-d'Or, 22 januari 1876 - Dijon, 26 april 1968), algemeen bekend als le chanoine Kir (Nederlands: de kanunnik Kir), was een Frans rooms-katholiek priester, politicus en verzetsstrijder.

## Levensloop
Kir behoorde tot een familie afkomstig uit Sarrebourg in Lotharingen, die zich in de persoon van de overgrootvader van Felix, Sébastien Kir (1759-1837) rond 1800 in Alise-Sainte-Reine in Bourgondië had gevestigd. Zijn vader, Pierre-Jules Kir (1832-1903), was eerst spoorwegbeambte en vervolgens onder meer haarkapper en andere kleine beroepen. Zijn moeder, Anne Lapipe (1832-1917) was een vrouw die de reputatie had het gezin te doen draaien. Felix kwam er na twee broers en twee zussen. Geen van hen zorgde voor nakomelingen, drie stierven jong.
Vanaf 1891 volgde Felix middelbare school aan het kleinseminarie Saint-Bernard in Plombières-lès-Dijon en vanaf 1896 de vijf jaren priesteropleiding aan het grootseminarie in Dijon, in 1897 onderbroken door een jaar legerdienst. Kir was geen briljante student, maar wel iemand die zich niet licht liet vergeten. Zijn klasgenoot, abbé Vendiaire, vertelde later dat hij bekendstond als de grootste fabeltjeverkoper onder de seminaristen. In 1939 publiceerde André Billy een sleutelroman onder de titel Introïbo, op basis van een autobiografie van priester Eugène Berry. Kir kwam er in voor onder de naam Rick le Batailleur. Op 29 juni 1901 werd hij tot priester gewijd.
Hij werd achtereenvolgens onderpastoor in Auxonne en pastoor in Drée, om als onderpastoor in de Notre-Dame parochie in Dijon (1904-1910) de traumatische periode van de scheiding tussen Kerk en Staat (1905) mee te maken. Vervolgens werd hij pastoor in Bèze (1910-1924) en kwam in de pastorie wonen met zijn moeder en zijn zus Eugénie. De Eerste Wereldoorlog betekende een onderbreking, tijdens dewelke hij legerdienst verrichtte als sergeant-ambulancier. Begin 1919 zwaaide hij af met de graad van adjudant. Na zijn periode in Drèze, werd hij pastoor-deken in Nolay (1924-1928). Hij begon toen al politiek te bedrijven, vooral door als opponent op te treden tijdens politieke meetings. Hij toonde er zijn talenten als debater en als komediant, die met een kwinkslag de lachers op zijn kant kreeg. Het is tijdens een van die discussies dat hij aan een atheïst die hem voorhield "Die God van u, waar u zoveel van spreekt, we hebben hem nog niet vaak gezien", gevat antwoordde: "En mijn reet? Die heb je ook nooit gezien, en toch bestaat hij." Hij maakte zich ook nuttig door artikels te leveren voor L'écho paroissial de Nolay.
In 1928 werd hij benoemd tot directeur van sociale werken voor het bisdom Dijon: Katholieke Actie voor mannen en persactiviteiten en hij vestigde zich definitief in Dijon. In 1931 werd hij tot erekanunnik benoemd. Hij werd onder meer hoofdredacteur van Le Bien du Peuple de Bourgogne.
Tijdens de twaalf jaar van deze activiteit schreef hij meer dan 750 ondertekende hoofdartikels en artikels en een ontelbaar aantal niet-ondertekende kleinere bijdragen.

## Verzet
De Tweede Wereldoorlog was het begin voor Kir van nieuwe, niet-kerkelijke activiteiten.
Nadat de burgemeester van Dijon op de vlucht was geslagen, met een gedeelte van de gemeentelijke administratie en met de brandweerlui, werd Kir op 16 juni 1940 lid van het voorlopige vijfkoppige stadsbestuur dat door de prefect werd aangesteld en bekommerde hij zich eerst en vooral om de voedselbevoorrading. Op 5 juli werd hij belast met de zorg voor de vluchtelingen, de geëvacueerden en de krijgsgevangenen. Hij stelde zich onafhankelijk op tegenover de bezetter, wat tot moeilijkheden leidde. Er werden hierover achteraf door de kanunnik en door anderen heel wat anekdotes verteld, waarvan de authenticiteit niet altijd verzekerd is. Later verklaarde Kir ook dat hij de afbraak van de synagoge had kunnen voorkomen, door er een stapelplaats voor kledingstukken van te maken.
Op het vliegveld van Dijon, gelegen in Longvic hadden de Duitsers nagenoeg 30.000 krijgsgevangenen bijeen gebracht. De bewaking was beperkt en wie wilde ontvluchten, hoefde geen grote moeite te doen. Netwerken vormden zich om hen hierbij te helpen door tijdelijk onderdak, geld, kledij en eten te verschaffen. De essentiële rol voor het gemeentebestuur bestond er in valse papieren te bezorgen (identiteitskaarten, marsbevelen, attesten van burgerlijke stand, en dergelijke) die de controle van de bezetter konden doorstaan, teneinde de ontvluchters veilig naar niet-bezet Frankrijk te loodsen. Dit gebeurde met vrachtwagens, autocars, karren, tenders van locomotieven, per fiets of gewoon te voet. Kir had de taak om de nodige (valse) documenten te ondertekenen en er de officiële stempel op te plaatsen. Op enkele weken tijd ontsnapte aldus een groot percentage van de Longvic-gevangenen. Waren het er 5 000 à 6 000 zoals Kir na de oorlog verklaarde en zoals op het officiële document werd vermeld dat werd opgemaakt als motivatie voor de Légion d'Honneur die hem ten militairen titel werd toegekend? Het juiste cijfer zal wel nooit meer te achterhalen zijn. Hoe dan ook, sommigen werden opgepakt en het bleek dat ze papieren bij zich hadden die van het kabinet van kanunnik Kir afkomstig waren.
Op 10 oktober 1940 werd hij gearresteerd en beschuldigd van hulp aan krijgsgevangenen, iets waar de doodstraf op stond. Tijdens de ondervragingen gedroeg Kir zich als een naïeveling van wie de goede trouw was verschalkt bij het ondertekenen van documenten. Volgens Kir werd hij toen tweemaal na elkaar ter dood veroordeeld door militaire rechtbanken. Het is waarschijnlijk dat Kir als terdoodveroordeling begreep het feit dat hij voor militairen moest verschijnen die hem zegden dat op zijn daden de doodstraf stond. Waarschijnlijk werd hij echter nooit veroordeeld. Vanuit het stadsbestuur drong men aan op zijn vrijlating en betoogde men dat hij nog zoveel moest doen voor de bevoorrading van de bevolking. Op 7 december werd hij vrijgelaten. De Duitse overheid liet dit weten aan het stadsbestuur maar voegde eraan toe dat het aan Kir voortaan verboden was nog eender welke activiteit bij de overheid uit te oefenen.
Kir, die nu zonder betrekking was, behielp zichzelf met de karige bezoldiging die hij kreeg voor het lezen van Missen en het houden van sermoenen. Op 23 oktober 1943 werd hij opnieuw opgepakt, op verdenking informatie aan Londen te bezorgen. De man die hem ervan had beschuldigd verklaarde echter, tijdens de confrontatie, dat hij Kir niet herkende en deze werd vrijgelaten. In feite hield hij het bij een verbaal verzet, dat in Dijon wel bekend was en hem populair maakte.
Op 26 januari 1944 werd Kir 's avonds in zijn woning overvallen en beschoten door een vijftal jonge collaborateurs. Twee onder hen drongen door tot in de keuken, waar hij zat, en een van hen schoot een zestal keer, waarbij Kir driemaal werd verwond. De jonge man was geen goede schutter en na de lader te hebben leeggeschoten vluchtten de twee naar buiten. Ernstig gewond werd Kir naar het ziekenhuis vervoerd en na zes weken vertrok hij uit Dijon en dook onder in Malroy (Haute-Marne) op een honderdtal km ten noorden van Dijon, waar hij asiel vond in een landbouwschool. Hij kwam pas weer in de openbaarheid op 11 september 1944, de dag waarop Dijon werd bevrijd.
In 1946 werd hij benoemd in het Franse Legioen van Eer en werd hij geciteerd op de dagorde van het Franse leger voor de hulp aan de krijgsgevangenen in 1940.

## Politieke loopbaan
Zodra de stad was bevrijd, werd het gezag in handen genomen door het 'Comité départemental de Libération' (CDL), een emanatie van het Verzet. Kir werd samen met negentien anderen in dit Comité gecoöpteerd en werd er vast secretaris. Dit opende hem de weg naar verdere politieke verantwoordelijkheid. Op 18 september werd, op voordracht van het CDL, door de nieuwe prefect een stadsbestuur van dertig leden aangesteld in Dijon. Op 22 september kwam de nieuwe raad voor het eerst bijeen en werden burgemeester en adjuncten verkozen. Kir werd tweede adjunct.
Op 29 april 1945 werden de eerste gemeenteraadsverkiezingen gehouden. Aan het hoofd van een apolitieke lijst behaalde Kir 54 % van de stemmen en sleepte 35 van de 36 zetels in de wacht. Het was voor de hand liggend dat hij in mei 1945 tot burgemeester werd verkozen. Hij was toen negenenzestig en zou het ambt bekleden tot aan zijn dood, 22 jaar later.
In september 1945 werd hij tot lid verkozen van de departementsraad. Deze laatste functie bleef hij bekleden tot in 1967, als ouderdomsdeken en als ondervoorzitter.
Op 21 oktober 1945 werd gekozen voor de samenstelling van een wetgevende vergadering die als Constituante zou zetelen. Kir werd verkozen. Nadat de voorgestelde Grondwet bij referendum was afgewezen, werd op 2 juni 1946 een tweede Constituante verkozen. Kir maakte er opnieuw deel van uit. Vervolgens werd gekozen voor de Assemblée nationale en opnieuw werd Kir verkozen, net zoals bij de opeenvolgende verkiezingen. Pas in 1967, een jaar voor zijn dood zou hij zijn zetel verliezen. In het parlement behoorde hij tot de centrumrechtse Centre national des indépendants et des paysans (C.N.I.P.), maar bij een aantal gelegenheden stelde hij zich zeer onafhankelijk op. In 1962 trok de communistische kandidaat in Dijon zich bij de wetgevende verkiezingen terug ten voordele van de 'rechtse' kanunnik, die het hierdoor kon halen op de gaullistische kandidaat.
Van 1958 tot 1967 was hij de ouderdomsdeken van de Assemblée, wat hem het genoegen verschafte de openingszittingen van het parlement voor te zitten. Samen met Abbé Pierre was hij de laatste om in een priestertoga aan de werkzaamheden van het parlement deel te nemen.
Kir behoorde tot de rechtse verkozenen, maar was meestal (niet altijd) tegen generaal Charles de Gaulle gekant. Bij de eerste rechtstreekse presidentsverkiezingen in december 1965 maakte hij publiciteit voor 'zijn vriend François Mitterrand'.
Kir nam als burgemeester een aantal initiatieven. Zijn meest opmerkelijke en meest persoonlijke realisatie is die van de aanleg van een kunstmatig meer, dat de vaak overstromende rivier Ouche moest regelen en tevens een ontspanningsoord voor de Dijonezen werd. Het meer werd in 1964 ingehuldigd en kreeg later zijn naam. De aanleg van sociale woonwijken, de bouw van een uitgebreide universitaire campus, van bijkomende scholen, van een tweede ziekenhuis, van een overdekt zwembad behoorden tot de onvermijdelijke uitrusting voor elke middelgrote stad. Waterzuivering, een slachthuis, een overdekte groothandelsmarkt, een verbrandingsoven, stedenbouwkundige aanleg: het waren alle zaken die op het bureau van de burgemeester terechtkwamen, zonder uiteraard aan hem alleen te danken te zijn. Waar Kir wel het voortouw in nam was in het beschermen van de oude historische stad en in het weren van het autoverkeer in het centrum. Hiermee liep hij vooruit op zijn tijd.

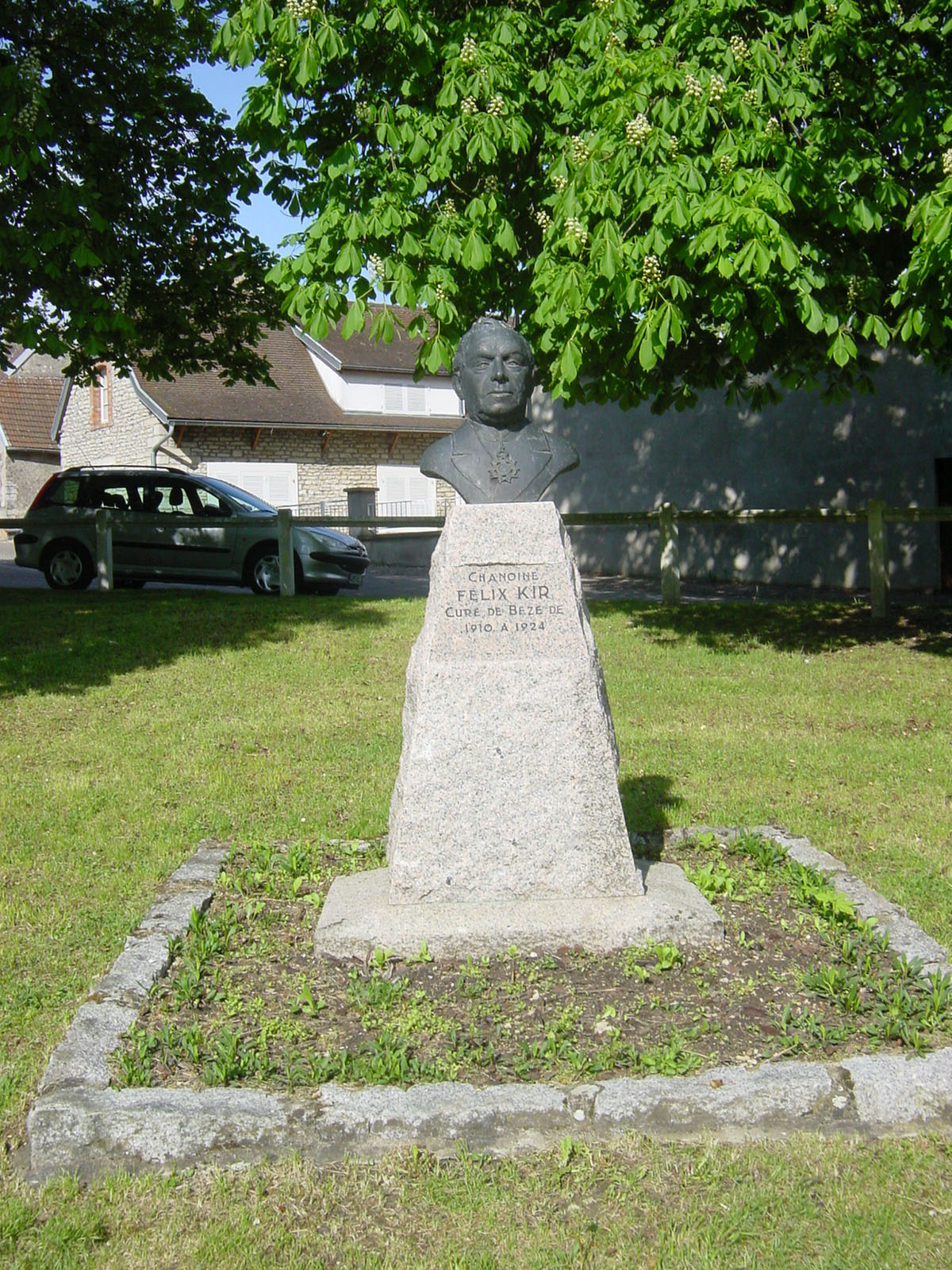
Borstbeeld van Felix Kir in zijn geboortedorp

## Internationale contacten
Kir was een groot voorstander van stedenbanden en de hiermee gepaard gaande verbroederingen. Hij jumêleerde Dijon met niet minder dan twintig steden, onder meer met York en Dallas (in 1957), Mainz (in 1958), Stalingrad (nu Wolgograd, in 1959), Reggio Emilia (in 1963) en Meknes (in 1967). Verder ook nog met Jerez (Spanje), Nankan en Labé (beide in Guinee), Cluj (Roemenië), Opole (Polen), Pécs (Hongarije) en Skopje (Macedonië). De jumelage waar hij het meeste energie in stak was die met Mainz, die hij als zijn bijdrage zag in de verzoening met de vroegere vijand.
In sommige gevallen, zoals in dat van Stalingrad, ging het niet om een volledige jumelage maar om een 'vriendschapsverdrag', maar voor Kir kwam dit op hetzelfde neer. Gedurende de Koude Oorlog liet kanunnik Kir zijn sympathie tegenover de Sovjet-Unie blijken, op basis van het argument dat zij hadden meegeholpen om de nazi's te verslaan en dat ze voor de wereldvrede ijverden. Doordat hij vaak pro-Sovjet-Unie standpunten innam werd hij als een fellow-traveller gezien.
Toen hij de Dijonese delegatie wilde leiden die in april 1959 naar Stalingrad zou reizen, werd hij hiervan weerhouden door tussenkomsten van de Franse regering en van de pauselijke nuntius. Kir legde er zich bij neer. Wanneer in maart 1960 Nikita Chroesjtsjov naar Frankrijk kwam, wilde hij ook Dijon bezoeken. Het werd opnieuw een heel druk trekken en duwen om Kir ervan te weerhouden de man persoonlijk op het stadhuis te ontvangen. Uiteindelijk gaf Kir opnieuw toe en was hij afwezig toen de Sovjetleider Dijon bezocht. Hij liet hem wel een heel warme persoonlijke boodschap overhandigen. In mei 1960 was Chroesjtsjov opnieuw in Parijs voor een topconferentie. Op 17 mei werd Kir op de Sovjetambassade ontvangen en voor het oog van de camera's gaven de twee 'Ks' elkaar een broederlijke accolade. Begin september 1964 nam Kir deel aan een congres van zustersteden in Krakau en kreeg daar een uitnodiging om naar Moskou door te reizen, wat hij deed. Hij werd op 9 september met grote plechtigheid op het Kremlin ontvangen en door Chroesjtsjov met een belangrijk Russisch ereteken bedacht. Een maand later werd de Sovjetleider aan de dijk gezet en Kir verklaarde dat dit een ramp was voor de vrede.
In 1966 was Kir 90 geworden. Hij zou nog tot in 1967 in de Kamer zetelen, wat van hem het oudste Franse parlementslid ooit maakte. Toen werd hij verslagen door de gaullist Pierre Poujade, die hem ook in de departementsraad versloeg en die hem het jaar daarop als burgemeester van Dijon zou opvolgen. Dit laatste gebeurde pas na de dood van de kanunnik, die tot op zijn laatste dag burgemeester bleef. De laatste paar jaar waren zijn intellectuele faculteiten erg verminderd, maar hij hield niettemin stand. In zijn omgeving lachte men: Men wil hem niet in de hemel en evenmin in de hel. Daarom blijft hij op de aarde nog wat aanmodderen

## Uitstraling
Kir was zowel nationaal als internationaal een van de bekendste Franse burgemeesters. Hij is dit tot op vandaag gebleven. De universeel bekende 'kir' zit daar natuurlijk voor veel tussen, maar ook het feit dat hij bekendstond als een kleurrijke en flamboyante persoonlijkheid, die nooit verlegen was om een humoristische of controversiële 'oneliner', die in de kranten gretig werd opgenomen.
Hij was regelmatig aanwezig op bijeenkomsten van wijnconfréries om de Bourgondische wijnen te promoten en droeg daarbij de passende mutsen, linten en toga's, bovenop zijn priesterkleed.
Hij heeft zijn leven lang gewerkt aan zijn imago, men mag wel zeggen aan zijn legende. Veel van de verhalen die hij opdiste en waarbij hij aan zichzelf een mooie rol toebedeelde, waren met een korrel zout te nemen. Zelfs als een gebeurtenis werkelijk had plaatsgevonden, deed hij er toch nog graag een schepje bovenop. Het belet niet dat ook veel juist was van wat hij vertelde. In zijn uitspraken drukte hij zich kleurrijk uit, soms kras en in een taal op het randje van het vulgaire. Met een kwinkslag kon hij zich uit moeilijke politieke situaties redden.

## Eerbetoon en vernoemingen
Kir was eenvoudig in zijn levenswandel maar hij was des te doller op eerbetoon. Die werd hem niet onthouden, zoals enkele voorbeelden hierna aantonen.
- Kir werd Commandeur de la Légion d'Honneur (1958) en ontving in Duitsland het Grootkruis van Verdienste (1958).
- Naast talrijke andere eretekens kreeg hij in 1964 van de Sovjet-Unie de Medaille 1ste klas van de Orde van de Patriottische Oorlog
- In 1964 werd hij ereburger van Mainz.
- De plaatselijke drank waarop genodigden op het stadhuis van Dijon getrakteerd werden, staat wereldwijd bekend als Kir (witte Bourgognewijn met Dijonese rodebessenlikeur of cassis).
- Als gevolg van zijn vriendschap met Chroesjtsjov introduceerde hij ook een drankje onder de naam 'Double K': een Kir met een scheutje wodka.
- Het kunstmatige meer dat hij ten westen van Dijon liet aanleggen is als Lac Kir naar hem genoemd.
- Een van de voornaamste boulevards in Dijon draagt zijn naam. Er zijn ook straten die zijn naam dragen in Auxonne en in Sennecey (bij Dijon).
- Een borstbeeld van hem staat tegen de kerk van Alise-Sainte-Reine en in Bèze.
- In het Musée Grévin in Dijon staat een levensgroot wassen beeld van Kir. In 1996 werd het beeld gestolen en teruggevonden op straat. Het had weinig schade geleden en werd teruggeplaatst.

## Biografie met een evaluatie
In een lijvige biografie gewijd aan Kir die in 2007 verscheen (zie 'Literatuur'), typeert de auteur, Louis Devance, docent aan de Universiteit van Dijon, hem als volgt:
Achter een beroemde naam schuilt een minder goed bekende man, die als het ware verpletterd werd door zijn legende. Een complexe persoonlijkheid, met tegenstrijdige en soms misleidende facetten. Hij werd pas beroepspoliticus toen hij al negenenzestig was, met als enige troef zijn lange ervaring onder de mensen. Een kwarteeuw lang zou hij dankzij wilskracht en volharding, gesteund door zijn communicatievaardigheid en zijn strategisch electoraal inzicht, verschillende politieke mandaten bekleden, met de steun van de plaatselijke notabelen en van brede lagen van de bevolking.
Conservatief maar non-conformist was hij de meest originele en atypische politieke mandataris van de Vierde en Vijfde Franse republieken. Fundamenteel was hij een dorpspastoor gebleven, die onder een gezapig uiterlijk met stevig gezag bestuurde en op voorzichtige wijze zijn grote stad naar de moderniteit loodste. Hij hield ervan te amuseren en te verrassen, wat hem dienstig was in het verwerven van de stemmen van het volk. Hij kreeg zodanig de smaak van de politiek te pakken dat alleen de dood hem hiervan kon verlossen.
Hij functioneerde niet meer als priester maar bleef trouw aan zijn Kerk en aan zijn toga, preekte nog soms vanop de kansel en liep in processies, getooid met al zijn eretekens en zijn driekleurige burgemeesterssjerp. Hij die de eerbetuigingen niet ongenegen was, verdient te worden gerekend onder de uitzonderlijke Franse burgers.
Zijn succes is te verklaren door zijn energie, zijn strijdlustige wil, zijn scherp gevoel voor zelfpromotie, zijn flair als politiek dier, zijn onverzadelijke 'libido dominandi', allemaal elementen die niet zo uitzonderlijk zijn in geslaagde carrières binnen zeer competitieve milieus.

## Publicatie
- Le probleme religieux à la portée de tout le monde, Bèze, 1923
- Le problème religieux à la portée de tout le monde. Edition revue et augmentée, avec une préface par Mgr. Feltin, Imprimerie des orphelins d'Auteuil, 1950.
- Dijon sous l'occupation. Mémoires du chanoine Kir, in: Le Bien Public en Les Dépêches, (18 artikels), 19 januari - 8 februari 1965.